# Världsmästerskapen i badminton 1985
Världsmästerskapen i badminton 1985 anordnades i Calgary, Kanada. 

## Medaljsummering
| Pl. | Nation     | Guld | Silver | Brons | Totalt |
| --- | ---------- | ---- | ------ | ----- | ------ |
| 1   | Kina       | 3    | 3      | 4     | 10     |
| 2   | Sydkorea   | 2    | 0      | 2     | 4      |
| 3   | Danmark    | 0    | 1      | 2     | 3      |
| 4   | Sverige    | 0    | 1      | 0     | 1      |
| 5   | Indonesien | 0    | 0      | 1     | 1      |
| 5   | England    | 0    | 0      | 1     | 1      |

## Resultat
| Event       | Guld                       | Silver                          | Brons                             |
| Herrsingel  | Han Jian                   | Morten Frost                    | Pieter Nierhoff                   |
| Herrsingel  | Han Jian                   | Morten Frost                    | Yang Yang                         |
| Damsingel   | Han Aiping                 | Wu Jianqui                      | Li Lingwei                        |
| Damsingel   | Han Aiping                 | Wu Jianqui                      | Zheng Yuli                        |
| Herrdubbel  | Park Joo-bong Kim Moon-soo | Li Yongbo Tian Bingyi           | Liem Swie King Hariamanto Kartono |
| Herrdubbel  | Park Joo-bong Kim Moon-soo | Li Yongbo Tian Bingyi           | Mark Christensen Michael Kjeldsen |
| Damdubbel   | Han Aiping Li Lingwei      | Lin Ying Wu Dixi                | Kim Yun-ja Yoo Sang-hee           |
| Damdubbel   | Han Aiping Li Lingwei      | Lin Ying Wu Dixi                | Kang Haeng-suk Hwang Sun-ae       |
| Mixeddubbel | Park Joo-bong Yoo Sang-hee | Stefan Karlsson Maria Bengtsson | Nigel Tier Gillian Gowers         |
| Mixeddubbel | Park Joo-bong Yoo Sang-hee | Stefan Karlsson Maria Bengtsson | Zhang Xinguang Lao Yujing         |